# B-3 (航空機)
キーストーン B-3A
- 用途：軽爆撃機
- 製造者：キーストーン・エアクラフト（英語版）[1]
- 運用者：アメリカ陸軍航空隊
- 生産数：63機[2]
- 退役：1940年[2]

キーストーン B-3A（Keystone B-3A）は、アメリカ陸軍航空隊向けに1920年代に開発された爆撃機である。1930年以前はLB-10Aという名称であった。

## 概要
アメリカ合衆国の航空機メーカーだったキーストーン・エアクラフトが開発した機体で、XLB-3に始まる同社（前身のハッフ・ダランド社を含む）の複葉双発爆撃機シリーズの一つであった。元々の名称はLB-10A（LBは軽爆撃機の意）であり、1930年にアメリカ陸軍が爆撃機のカテゴリ区分を廃止したことに伴い、B-3Aと改称された。製造数は63機。
機体設計は保守的であり、性能的には10年前の機体と比べても大きな差はなかった。1930年代半ばには先進的な全金属製の単葉爆撃機が開発され、キーストーン社の複葉爆撃機シリーズは完全に時代遅れとなったが、B-3Aは1940年まで運用されており、最後の運用部隊はフィリピンのニコルズ基地にいた第2観測飛行隊であった。

## 諸元
- 乗員: 5[1]
- 全長：14.88m[1]
- 全幅 ：22.75m[1]
- 高さ：4.80m[1]
- 翼面積：106.4 m2
- 全備重量：5,875 kg[1]
- 飛行機関: Pratt & Whitney R-1690-3 レシプロ星型エンジン, 525 hp×2基[1]
- 最大速度 ：183.5 km/h[1]
- 巡航速度 ：158 km/h
- 航続距離 ：1,384 Km[1]
- 武装

7.62ミリ機関銃3丁
爆弾：1,134 kg